# Lucia Lucarini
Lucia Lucarini (Terni, 20 maggio 1998) è una schermitrice italiana, specializzata nella sciabola. Ha vinto due medaglie alle Universiadi 2019 nella sciabola femminile.
Vincitrice Coppa Italia assoluti 2015
Campionessa italiana cadetti 2015 (Treviso)
Medaglia di Bronzo a Squadre Campionato Europeo Cadetti (Maribor 2015)
Medaglia d'Argento individuale Campionato Mondiale Cadetti (Tashkent 2015)
Campionessa Italiana Giovani (Acireale 2016)
Medaglia d’Argento a Squadre Campionato Europeo (Novisad 2016)
Medaglia di Bronzo individuale Campionato del Mondo Giovani (Bourges 2016)
Seconda classificata in Coppa del Mondo 2016
Medaglia d’Argento a Squadre Campionato Europeo (Plovdiv 2017)
Medaglia d’Argento Campionato del Mondo Giovani a Squadre (Plovdiv 2017)
Medaglia d’Argento Campionato italiano U23 (2018)
Campionessa Italiana Giovani (2018)
Medaglia d’Argento a Squadre Campionato Europeo Giovani (Sochi 2018)
Medaglia di Bronzo Squadre Campionato Mondiale Giovani (Verona 2018) 
Medaglia di Bronzo individuale Campionato Mondiale Giovani (Verona 2018) 
Medaglia di Bronzo Campionato Europeo Squadre U23  (Plovdiv 2019)
Campionessa Italiana U23 (Cassino 2021)
Medaglia di Bronzo Campionato Italiano assoluti 2021

## Palmarès

### Risultati élite
In carriera ha ottenuto i seguenti risultati:
Universiadi
Individuale
- Argento nella sciabola a Napoli 2019

A squadre
- Oro nella sciabola a Napoli 2019

Campionati italiani
Individuale
- Bronzo nella sciabola a Cassino 2021

A squadre
- Bronzo nella sciabola a Palermo 2019

### Risultati giovani
Mondiali giovani
Individuale
- Bronzo nella sciabola a Bourges 2016
- Bronzo nella sciabola a Verona 2018

A squadre
- Argento nella sciabola a Plovdiv 2017
- Bronzo nella sciabola a Verona 2018

Mondiali cadetti
Individuale
- Argento nella sciabola a Tashkent 2015

Europei Under-23
Individuale
- Argento nella sciabola a Plovdiv 2019

A squadre
- Bronzo nella sciabola a Plovdiv 2019

Europei giovani
Individuale
A squadre
- Argento nella sciabola a Novi Sad 2016
- Argento nella sciabola a Plovdiv 2017
- Argento nella sciabola a Soči 2018

Europei cadetti
Individuale
A squadre
- Bronzo nella sciabola a Maribor 2015